# Boița, Hunedoara
Boița este un sat în comuna Răchitova din județul Hunedoara, Transilvania, România.